# Бориспільська капела бандуристів
Бориспільська капела бандуристів — створена у середині 1920-х років при будинку культури Борисполя.
Концертували у Борисполі, селах району, в інших містах і селах Київщини, Полтавщини.
Керував капелою Дем'ян Кошман. Першими учасниками колективу були вчителі та службовці; Кіндрат Конопліч, М. Клещенко, С. Шараєвський, С. Яцюта. Пізніше до колективу приєдналися Я. Басанець, Р. Ошумок, М. Щеголь, В. Жупиця, Ф. Лисиця, І. Краснопір та інші.
Наприкінці 1920-х років капела припинила своє існування.
З осені 1932-го діяльність капели відновилася. 1935 року капела виступила на обласній олімпіаді художньої самодіяльності, де завоювала перше місце. Призове місце колектив зайняв і на республіканській олімпіаді, був нагороджений грамотою Комітету в справах мистецтв України.
1936 року капела брала участь у Першому всесоюзному радіофестивалі, здобула перше місце серед вокально-інструментальних колективів і була премійована творчою поїздкою до Москви, де виступала в Колонному залі Будинку спілок, у Великому залі консерваторії, у палацах культури.